# Животівська сільська рада
| Животівська сільська рада — колишній орган місцевого самоврядування у Оратівському районі Вінницької області з адміністративним центром у с. Животівка. Сільській раді були підпорядковані населені пункти: - с. Животівка |

## Склад ради
Рада складалася з 14 депутатів та голови.

## Керівний склад сільської ради
| ПІБ                     | Основні відомості                                                                  | Дата обрання | Дата звільнення |
| ----------------------- | ---------------------------------------------------------------------------------- | ------------ | --------------- |
| Вербова Олена Федорівна | Сільський голова, 1949 року народження, освіта, член Соціалістичної партії України | 26.03.2006   | 31.10.2010      |
| Царук Світлана Олегівна | Сільський голова, 1966 року народження, освіта вища                                | 31.10.2010   |                 |

Примітка: таблиця складена за даними джерела